# 嘉布遣大道
嘉布遣大道（Boulevard des Capucines）是巴黎一连串的四条东西向大道之一，另外三条是马德莱娜大道、意大利大道和蒙马特大道。
路名来源于法国革命之前大道南侧的嘉布遣会修道院。
嘉布遣大道最初名为“城根街”（Rue Basse-du-Rempart），表明这条街最初与巴黎城墙平行。后来拆除城墙时，街道得以拓宽，成为林荫大道。

## 著名地点

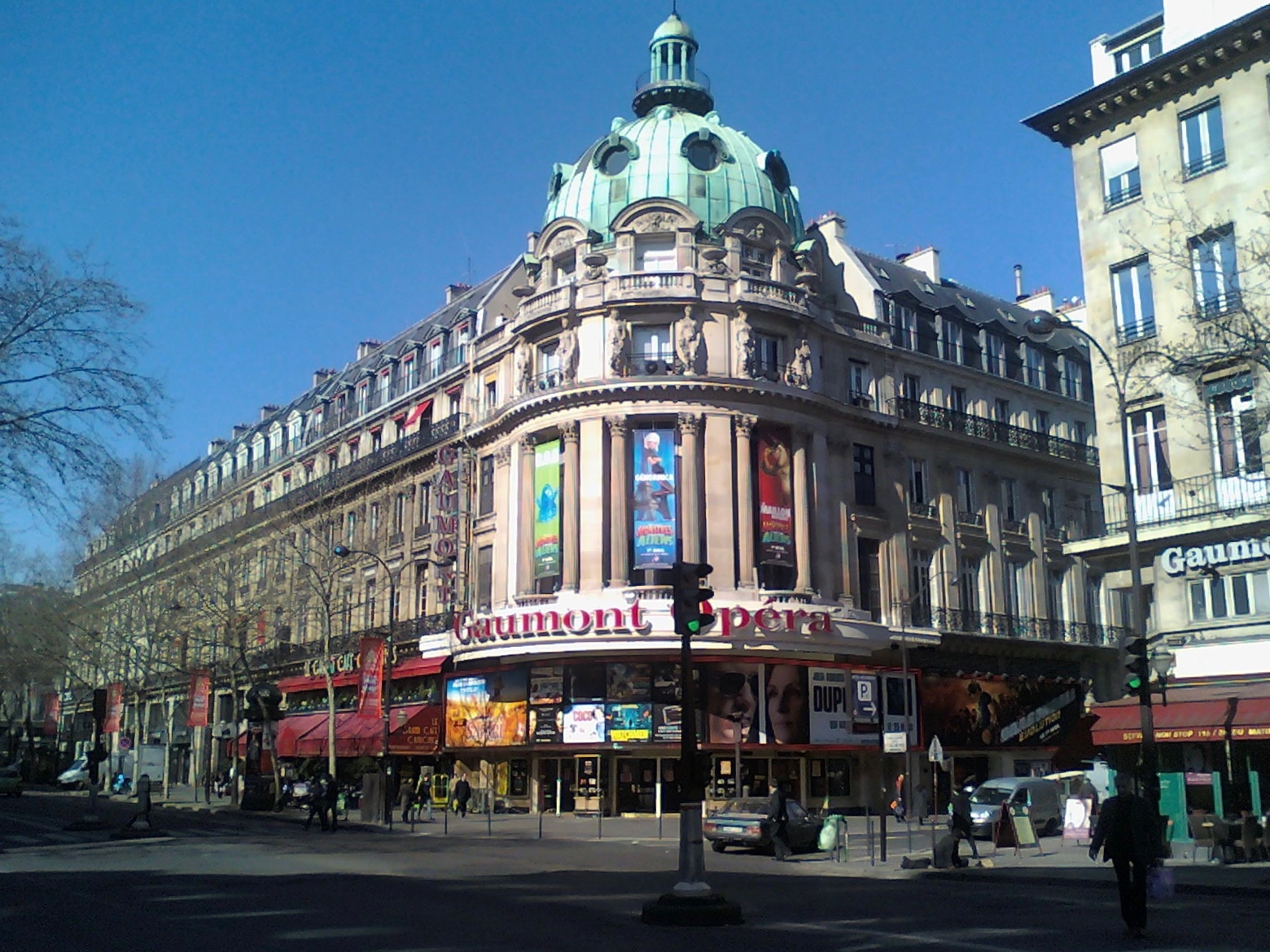
派拉蒙电影院

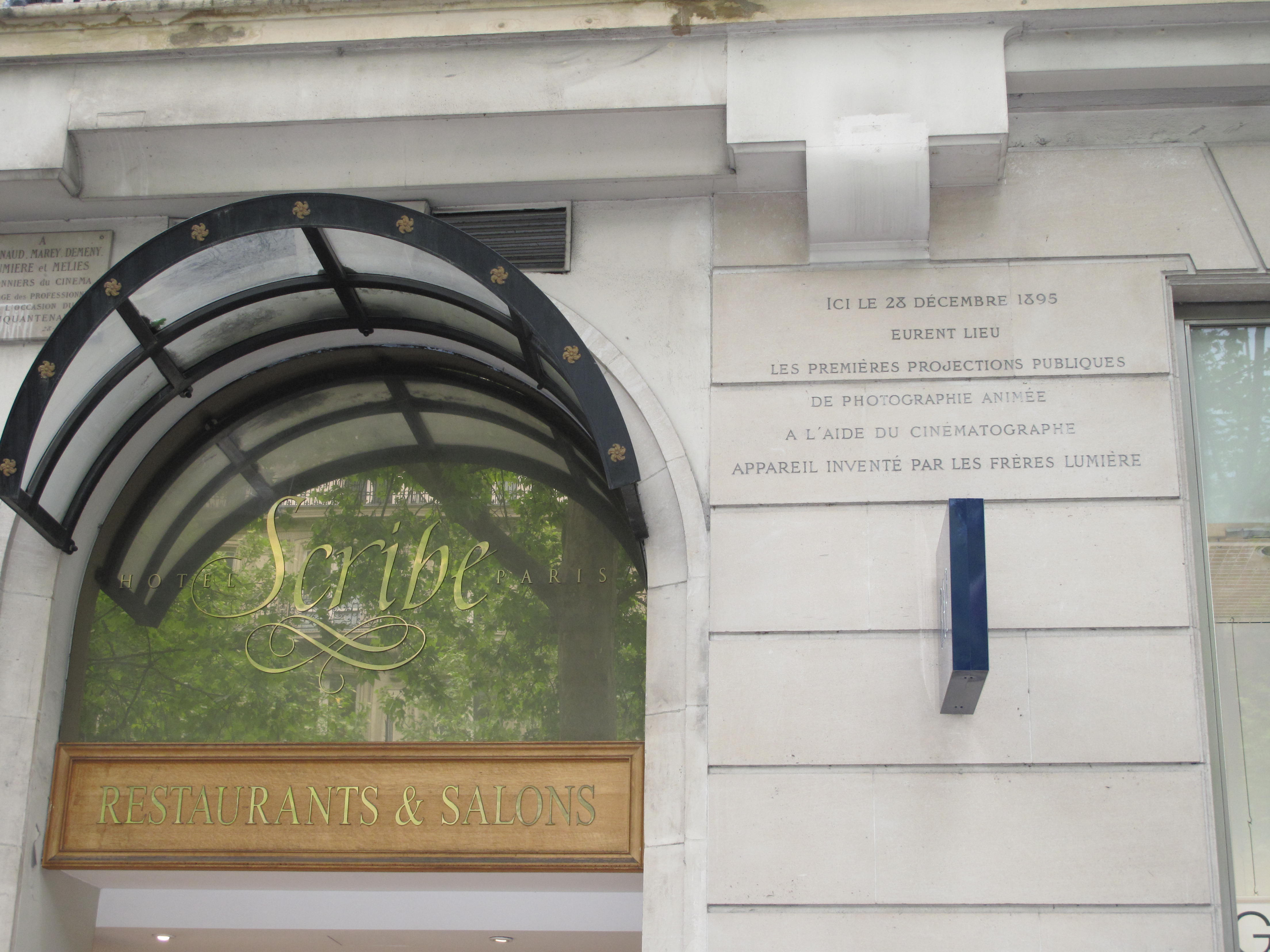
最早的电影院

- 1号：那不勒斯咖啡厅，以作家，记者，和演员主顾著称。
- 2号：在绍塞当坦路（Chaussée-d'Antin）路口，过去是蒙莫朗西府（hôtel de Montmorency）、杂耍剧场（Théâtre du Vaudeville，1869年），1927年改为派拉蒙电影院。大厅是十八世纪酒店的“大沙龙”。立面的穹顶被保存了下来。
- 5号：皮埃尔-路易皮尔逊的摄影工作室，后来归属伽斯底里奥内伯爵夫人的摄影师迈尔兄弟。
- 7号：1825年的Georama：有可能在直径14米的球体内看到“整个地球”。
- 8号：雅克·奥芬巴赫从1876年到1880年去世生活这里。
- 12号：大酒店（Grand Hotel），兴建在昔日的沼泽花园上。
- 14号：斯克里布酒店（Hotel Scribe），从前这里是“大咖啡馆”（Grand Café），1895年12月28日，卢米埃兄弟在这里第一次公开放映电影。威廉·伦琴也是在这里进行了X射线实验。
- 16到22号：昔日维克多·雨果创办的《事件报》（L'Évènement）报馆。
- 24号：米斯坦盖（Mistinguett）从1905年到1956年居住在这里。
- 25号：哥纳克-珍博物馆（Musée Cognacq-Jay）原址，开设于1931年。
- 27号：从前曾是莎玛丽丹百货公司（La Samaritaine，意为“撒玛利亚妇人”），新艺术运动风格。
- 28号：1889年，这里是称为“俄国山”（montagnes russes）的过山车。1893年代之以著名的奥林匹亚音乐厅（约瑟Oller建立于1888年），1952年由布鲁诺 Coquatrix赎回。
- 35号：纳达（Nadar）住所。1874年4月，一个年轻的画家群体，包括雷诺阿、马奈、毕沙罗和莫奈，在此举办第一次画展。莫奈的画作《印象·日出》使他们得到印象派的名称。 莫奈的画作《嘉布遣大道》现在收藏在莫斯科的普希金博物馆或堪萨斯城的纳尔逊艺术博物馆。
- 37到43号：从1820年到1853年是外交部所在地。1848年2月23日，14军团的一个营封锁了这条大道，以保护弗朗索瓦·基佐。当晚，示威者试图攻破街垒，士兵开枪打死35人，打伤50人。人们把尸体放进自卸车，呼吁巴黎人响应。这是革命的开始，第二天就结束了路易-菲利普一世的统治。